# Eparchia di Sofia
L'eparchia di Sofia (in bulgaro: Софийска епархия) è la sede propria del patriarca della chiesa ortodossa bulgara, ha sede nella città di Sofia, in Bulgaria, presso la Cattedrale di Aleksandăr Nevski. L'eparchia conta attualmente 198 chiese ed è divisa in otto vicariati: Sofia, Samokov, Ihtiman, Dupnica, Radomir, Kjustendil, Trăn e Godeč.